# Pietracupa
Pietracupa – miejscowość i gmina we Włoszech, w regionie Molise, w prowincji Campobasso.
Według danych na rok 2004 gminę zamieszkiwało 259 osób, 25,9 os./km².